# ボディガード牙
『ボディガード牙』（ボディガードきば、Bodyguard Kiba）は、日本の劇画・日本映画・およびオリジナルビデオ。
#劇画は原作：梶原一騎・作画：中城健で、1972年の10月20日号から1974年の2月22日号にかけて『週刊サンケイ』（扶桑社）で連載され、後に単行本となっている。
#映画は主演：千葉真一、監督：鷹森立一、製作：東映にて、国内では1973年5月24日に封切り公開された。『ボディガード牙シリーズ』の第1作である。
#オリジナルビデオは主演：大和武士、 監督：三池崇史で1993年から1995年に3作品リリースされている。

## 劇画

### 概要
原作の梶原一騎が当時交流していた大山倍達と極真会館を題材とし、週刊サンケイに連載した。梶原は劇画『空手バカ一代』を既に連載していたが、『空手バカ一代』の読者層が少年だったの対して、本作は大人を対象にしている。完結後には引き続き同誌上で、主人公がボディガードになるまでの過去を描く『カラテ地獄変』を発表。作画も中城健が再び担当している。

### あらすじ
空手道連盟「徹心会」の門下生で、総帥“ゴッドハンド”の大東徹源が選んだ唯一の後継者・牙直人を主人公に、その凄まじい空手の技で依頼者を必ず素手で守り通す活躍が、様々なストーリーで展開される。

### エピソード一覧
- プロローグ「英雄の広告」1972.10/20～11/3号 全3回
- 第1話「『神の手』機関VSマフィア」11/10～12/1号 全4回
- 第2話「牙なき獅子の伝説」12/8～12/29号 全4回
- 第3話「大統領の爆弾特使」1973.1/5・12～2/9号 全5回
- 第4話「狂ったハレム」2/16～3/9号 全4回
- 第5話「紅の追跡者」3/16～4/13号 全5回
- 第6話「プロレス地獄変」4/20～6/1号 全6回
- 第7話「愛しの心臓に銃弾を」6/8～7/20号 全7回
- 第8話「悪魔のよだれ」7/27～8/24号 全5回
- 第9話「バンコクの微笑」8/31～10/5号 全6回
- 第10話「東京スパイ伏魔殿」10/12～11/30号 全8回
- 第11話「人肉市場の星」12/7～1974.1/4・11号 全5回
- 第12話「空手戦争」1/18～2/22号 全6回

### 総集編・単行本
バージョン変更ごとに話の収録順違いやタイトルの変更、未収録の話などが見られる。
- 週刊サンケイ特別増刊 - 全4冊。「大統領の爆弾特使」「紅の追跡者」は未収録。
- サンケイコミックス B6版 - 「死闘編」「流血編」「怒号編」の全3巻。「大統領の爆弾特使」「紅の追跡者」は初収録。「悪魔のよだれ」「人肉市場の星」は、これ以降未収録。
- サンケイコミックス A6版 - 上記B6版を全5巻に分割。作品タイトル「続カラテ地獄変 ボディガード牙」に改題。
- サンケイコミックス B6版 - 全5巻。「カラテ地獄変 ボディガード牙」のタイトルで刊行。「英雄の広告」「『神の手』機関VSマフィア」が当版以降「英雄のCM」「『神の手』の掟」へ改題される。
- サンケイコミックス FINAL EDITION版 - 全5巻。「続・カラテ地獄変 ボディガード牙」のタイトルで刊行。巻数表記は「number○」に変更。
- KCスペシャル版 - 全3巻。「続カラテ地獄変 ボディガード牙」のタイトルで刊行。話数表記は「GUARD VOL.○」に変更。

## 映画

### ボディガード牙 (映画)

#### 概要（映画）
1973年の日本映画。主演：千葉真一、監督：鷹森立一、製作：東映。カラー・シネマスコープ、87分。英語タイトルは『Karate Kiba』。日本では同年5月24日に『ボディガード牙シリーズ』の第1作として封切り公開された。
『やくざ刑事シリーズ』、『狼やくざシリーズ』、『麻薬売春Gメンシリーズ』でスリリングかつシャープなアクションを演じてきた千葉真一が、空手道の達人・牙直人に扮して、群がる敵をなぎ倒す物語である。千葉は学生時代から大山道場で空手道を修行しており、極真会館の名誉段位ではなく、一般門下生と同様の昇段審査を受け、1965年10月15日に黒帯を允許。
本作はその技量が反映されており、千葉真一にとっては『柔道一代シリーズ』以来、10年ぶりの本格的な格闘技を題材とした作品である。息をのむほどの身のこなしで、戦う相手を容赦なく打ちのめすアクションシーンが人気を博した。そのスタイルはクエンティン・タランティーノを魅了し、キアヌ・リーブスも自身の作品に取り入れている。後にSonny Chibaの異名でカラテ映画が欧米でブームになる、先駆けの作品となった。
これ以降、千葉真一は立て続けに『殺人拳シリーズ』、『ザ・ボディガード』、『地獄拳シリーズ』、『少林寺拳法』、『ザ★ゴリラ7』、『けんか空手シリーズ』、『燃える捜査網』、『大非常線』、『激殺! 邪道拳』、『ゴルゴ13 九竜の首』など、1970年代は格闘をモチーフとした作品に主演していくこととなった。極真会館の総帥である大山倍達が牙直人の師匠・大東徹源で特別出演してるほか、『やくざ刑事シリーズ』で千葉と共演した内田良平、ヒロインに渥美マリらをキャスティングしている。
アメリカ公開時に追加撮影部分を『爆走戦士ストライカー』のサイモン・ナクターンが担当している。

#### ストーリー
アメリカ各地で空手修業してきた牙直人は、全身に凶器をつけたような“神の手”と称される空手の達人。日本へ帰国した後、私設用心棒「ゴッドハンド機関」というボディガード会社をオープンした。そんな牙に謎の美女から最初の依頼を受ける。「命で危険を買うの？」と伶子に念を押されながらも牙は「今から72時間…君の命を保証する！」と引き受けるのだった。伶子を狙う麻薬密売をするマフィアと対決することとなるが、牙は持ち前のズバ抜けた頭脳と行動力、そして破壊力抜群の空手で敵をぶちのめしていく。

#### キャスト
- 牙直人：千葉真一

- 美輪伶子：渥美マリ
- 鷹見鋭次：内田良平
- 海老名謙三：伊達三郎
- 熊沢猛：山本麟一
- 熊沢茂：滝波錦司
- 熊沢徹：郷えい治
- 春日マキ：渡辺やよい（擬斗：塩見悦子）
- アルカイド星野：日尾孝司
- ドウべ：安岡力也
- メラク：久地明
- フェクダ：西本良二郎
- アリオト：土山登志幸
- 鮎田：久保一
- 石持：伊達弘
- ハイジャックの男：室田日出男、高月忠、溝口久夫
- ヌードショウの女：殿岡ハツエ
- 大東徹源：大山倍達
- 木川哲也
- 角友司郎
- 佐藤好将
- ストロング・イマリティ
- ロルフ・ジェッサー
- ウイリー・ドーシー
- 三浦忍
- 木村修
- 畑中猛重
- 亀井和子
- 春田三三夫

#### スタッフ
- 監督 - 鷹森立一
- 企画 - 太田浩児・高村賢治
- 原作 - 梶原一騎・中城健（週刊サンケイ連載）
- 脚本 - 中西隆三
- 撮影 - 中島芳男
- 録音 - 広上益弘
- 照明 - 梅谷茂
- 美術 - 藤田博
- 音楽 - 津島利章
- 編集 - 田中修
- 助監督 - 橋本新一
- 記録 - 山内康代
- 擬斗 - 日尾孝司
- スチール - 遠藤努
- 進行主任 - 坂上順
- 装置 - 吉田喜義
- 装飾 - 米沢一弘
- 美粧 - 入江荘二
- 美容 - 石川靖江
- 衣裳 - 河合啓二
- 演技事務 - 和田徹
- 現像 - 東映化学

### ボディガード牙 必殺三角飛び
1973年10月13日公開。

#### キャスト (必殺三角飛び)
- 牙直人：千葉真一
- 南条武：渡瀬恒彦
- 新垣麻里：水原麻記
- 赤松昇：深江章喜
- 辰見勝：室田日出男
- 唐崎元：戸浦六宏
- 竜塚：郷えい治
- ジョニー・内田：南廣
- ミカ：桑原幸子
- マキ：志穂美悦子
- 亀石：土山登志幸
- 神部：安岡力也
- 黒木：畑中猛重
- 鴉田：日尾孝司
- 八重：国景子
- ヨーコ：小林千枝
- バーテン：宮地謙吾
- 金：久地明
- 看護婦：須永かつ代
- 鮫島一貫：石橋雅史
- 鬼興流：佐藤好将、相馬剛三、高月忠
- トルコ嬢：岡田奈津子
- 大東徹源：大山倍達

#### スタッフ (必殺三角飛び)
- 監督 - 鷹森立一
- 脚本 - 中西隆三、鷹森立一
- 原作 - 梶原一騎、中城健
- 企画 - 太田浩児
- 撮影 - 山沢義一
- 美術 - 藤田博
- 音楽 - 津島利章
- 録音 - 広上益弘
- 照明 - 元持秀雄
- 編集 - 田中修
- 助監督 - 小平裕
- スチール - 遠藤努

## オリジナルビデオ
三池崇史監督、大和武士主演。1993年に「ボディガード牙」、1994年に「修羅の黙示録 ボディガード牙」、1995年に「修羅の黙示録2 ボディガード牙」の3作がVHSで販売された。最初の2作のみDVD化されている。

### キャスト（オリジナルビデオ）
- 牙直人 - 大和武士（全作）
- 長倉大介（1993）
- 田中忍（1993）
- 松田勝（1993）
- 咲田めぐみ（全作）
- 大杉漣（1993）
- 菊池孝典（1994・1995）
- 荒井乃梨子（1994）
- 高捷（1994）
- 洪流（1994・1995）
- 安里昌明（1995）
- 依田小夜子（1995）
- 孟庭麗（1995）
- 須藤雅宏
- 飯島大介
- 真樹日佐夫（全作）

### スタッフ（オリジナルビデオ）
- 製作 - 末吉博彦・真樹日佐夫
- 原作 - 梶原一騎
- 劇画 - 中城健（サンケイコミックス）
- 監修 - 真樹日佐夫（1994）
- 脚本・アクション監督：真樹日佐夫
- プロデューサー - 伊藤秀裕・張華坤
- キャスティングプロデューサー - 庄司八郎
- 製作協力 - エクセレントフィルム・城市電影公司
- 発売 - ヒーロー
- 販売 - タキコーポレーション

### リリース
オリジナルシリーズはVHSソフトで発売。
- ボディガード牙（1993年）※DVD化されている。
- 修羅の黙示録 ボディガード牙（1994年）※「ボディガード牙2 修羅の黙示録」の名でDVD化されている。
- 修羅の黙示録2 ボディガード牙（1995年）